# Siagonodon septemstriatus
Siagonodon septemstriatus — вид змій родини струнких сліпунів (Leptotyphlopidae). Мешкає в Південній Америці.

## Поширення і екологія
Siagonodon septemstriatus мешкають на південному сході Венесуели, в Гаяні, Суринамі, Французькій Гвіані і Бразилії (Пара, Амазонас, Рорайма). Вони живуть у вологих тропічних лісах, на висоті до 500 м над рівнем моря.